# Premio Payen
Il premio Anselme Payen è conferito annualmente dall'American Chemical Society (ACS) in onore di Anselme Payen, chimico francese che scoprì la cellulosa.
Il premio, consistente di una medaglia di bronzo e 3 000 dollari, viene assegnato dall'ACS Cellulose and Renewable Materials Division agli scienziati che si sono distinti nelle ricerche nel settore della cellulosa.

## Albo d'oro
- 1962 Louis Wise
- 1963 Clifford Purves
- 1964 Harold Spurlin
- 1965 Carl Malm
- 1966 Wayne Sisson
- 1967 Roy Whistler
- 1968 Alfred Stamm
- 1969 Stanley Mason
- 1970 Wilson Reeves
- 1971 Tore Timell
- 1972 Conrad Schuerch
- 1973 D. Goring
- 1974 V. Stannett
- 1975 J. Jones
- 1976 Robert Marchessault
- 1977 Kyle Ward
- 1978 Howard Rapson
- 1979 Kyosti Sarkanen
- 1980 Olof Chalmers
- 1981 Stanley Rowland
- 1982 Erich Adler
- 1983 Reginald Preston
- 1984 Jett Arthur
- 1985 Orlando Battista
- 1986 Malcolm Brown
- 1987 Takayoshi Higuchi
- 1988 Bengt Ranby
- 1989 Anatole Sarko
- 1990 Junzo Nakano
- 1991 Henri Chanzy
- 1992 Josef Geier
- 1993 Derek Gray
- 1994 Geoffrey Richards
- 1995 Josef Gratzl
- 1996 Haig Zeronian
- 1997 Joseph McCarthy
- 1998 Rajai Atalla
- 1999 John Blackwell
- 2000 Wolfgang Glasser
- 2001 Liisa Viikari
- 2002 John Manley
- 2003 Deborah Delmer
- 2004 Dieter Klemm
- 2005 Peter Zugenmaier
- 2006 Charles Buchanan
- 2007 Fumitaka Horii
- 2008 Fumiaki Nakatsubo
- 2009 Alfred D. French
- 2010 J. Thomas Heinze
- 2011 Lina Zhang
- 2012 Hans-Peter Fink
- 2013 John Ralph
- 2014 Thomas Rosenau
- 2015 Akira Isogai
- 2016 Kevin Edgar
- 2017 Junji Sugiyama
- 2018 Orlando Rojas
- 2019 Ann-Christine Albertsson
- 2020 Run-Cang Sun
- 2021 Yoshiharu Nishiyama
- 2022 Christoph Weder